# Евангелска съборна църква
Евангелска съборна църква е протестантска църква в град Пловдив, България. Намира се в северното подножие на Сахат тепе, на стръмната улица „Лейди Странгфорд“.

## История
След Кримската война американските мисионери пристъпват към изграждане на първите си станции в българските земи. Първият протестантски мисионер, посетил Пловдив през 1857 г., е преподавателят в цариградския Робърт колеж доктор Сайръс Хамлинг. През същата година в България пристигат мисионерите д-р Кларк, д-р Хаскел, д-р Мериам. С тяхното идване през 1858 година в Пловдив се поставя началото на протестантското движение в града. Всяка неделя сутрин започва да се провежда богослужение, на което присъстват много граждани. На 22 октомври 1860 г. американски мисионери откриват в града мъжко училище.
Обществото се разраства, за да се организира през 1883 г. в официална евангелска църква. По-късно в града се установява нов мисионер – Георг Марш, доктор по философските и богословските науки и Пловдив става мисионерска станция, ръководена от него. Марш организира и ръководи строежа на църква. Строежът започва през 1899 г. в северната страна на Сахат тепе. Сградата е проектирана от архитект Георги Фингов, изцяло от дялан гранит в неоготически стил с характерен стръмен покрив. Скалната маса, останала от разчистването на терена, е оформена от майсторите каменоделци и вложена в стените на сградата. Майсторите били сменяни няколко пъти, защото работата им не се одобрявала..
Църквата е окончателно завършена от зидарите на майстор Славо Райчевски от родопското село Славейно. Фасадите са от обработени каменни блокове с пояси от тухлена зидария. Външна мазилка е само по корнизите и рамките около вратите. Прозорците, външните врати, витражите, желязото, тухлите, цимента и керемидите са доставени от чужбина.
Църквата е осветена официално на Втория общ събор на Евангелските съборни църкви през 1901 г..